# Seongjong (Goryeo)
Seongjong (né le 15 janvier 961 et mort le 29 novembre 997) est le sixième roi de la Corée de la dynastie Goryeo. Il a régné du 13 août 981 à sa mort.